# ارنست مایر
اِرنست والتر مایر (به انگلیسی: Ernst Walter Mayr) (زاده ۵ ژوئن ۱۹۰۴ – درگذشته ۳ فوریه ۲۰۰۵) زیست‌شناس آمریکایی آلمانی‌ بود که برای آثارش در زمینه آرایه‌شناسی پرندگان، ژنتیک جمعیت و فرگشت مشهور است. به عنوان یکی از زیست‌شناسان برجسته جهان، او را گاه «چارلز داروین سده بیستم میلادی» خوانده‌اند. مایر در ۱۹۹۹ موفق به دریافت جایزه کرافورد زیست‌شناسی شد.
مایر دو سال پس از دریافت مدرک دکترای خویش در رشته پرنده‌شناسی از دانشگاه برلین (۱۹۲۶ میلادی)، به‌عنوان یکی از کارکنان دانشگاه، سرپرستی سه سفر اکتشافی به مناطق دوردست را بر عهده گرفت. در اولین سفر به مقصد گینه نو و جزایر سلیمان، تأثیرات پراکندگی جغرافیایی بر گونه‌های مختلف جانوری، او را عمیقاً تحت تأثیر قرار داد. تحقیقات ابتدایی او بر روی قابلیت تفکیک و تبدیل شدن یک گونه به گونه‌های فرعی (گونه‌زایی) و همچنین در زمینه جمعیت‌هایی که به وسیله گروه کوچکی از گونه‌های بنیان‌گذار، بنیاد نهاده شده‌اند (جمعیت‌های بنیان‌گذار)، او را به عنوان یکی از برترین‌ها در زمینه توسعه «نظریه تلفیقی فرگشت» شناساند. این نظریه که تلفیقی از آثار چارلز داروین (انتخاب طبیعی) و گرگور مندل (ژنتیک) بود، روند زیست‌شناختی جهش و نیز ترکیب‌بندی دوباره ژن‌ها، تغییرات در ساختار و عملکرد کروموزوم‌ها، جدایی تولیدمثلی، و انتخاب طبیعی را دربرمی‌گرفت. مایر ایده‌های خود را در کتاب تأثیرگذار «سیستماتیک‌ها و خاستگاه گونه‌ها» (۱۹۴۲) ارائه کرد.
مایر حرفه خویش را با برعهده‌گرفتن تصدی دپارتمان پرنده‌شناسی موزه آمریکایی تاریخ طبیعی در نیویورک (از ۵۳–۱۹۳۲) ادامه داد و در آنجا بیش از ۱۰۰ مقاله دربارهٔ آرایه‌شناسی پرندگان را، از جمله «پرندگان جنوب‌غرب اقیانوس آرام» (۱۹۴۵) به رشته تحریر درآورد. او به سال ۱۹۴۰، تعریف جدیدی از «گونه» در علم زیست‌شناسی را مطرح نمود که در بین جامعه علمی، بسیار مقبول افتاد و موجب شد تا گونه‌های جدیدی که پیش از آن، ناشناخته بودند، کشف شود. مایر تا پیش از مرگش، ۲۵ گونه جدید از پرندگان و ۴۱۰ گونه فرعی (زیرگونه) را نامگذاری کرده بود.
در سال ۱۹۵۳ او کرسی «الکساندر آگاسیز» در جانورشناسی دانشگاه هاروارد را تصاحب کرد و از ۱۹۶۰ تا ۱۹۷۰ به عنوان گرداننده موزه جانورشناسی تطبیقی دانشگاه به کار مشغول شد. در سال ۱۹۷۵، به او کرسی «استاد بازنشسته» هاروارد اعطا شد.
برخی آثار مایر شامل این کتاب‌ها می‌شود: «روش و مبانی جانورشناسی سیستماتیک» (به همراه «ای.جی. لینزلی» و «آر.ال. اوسینگر»؛ ۱۹۵۳)، «گونه‌های جانوری و فرگشت» (۱۹۶۳)، «توسعه تفکر زیست‌شناختی» (۱۹۸۲)، «چیستی فرگشت» (۲۰۰۱) که برای آشنایی خوانندگان عادی و بدون دانش تخصصی دربارهٔ فرگشت نوشته شده‌است و همچنین «چه چیزی زیست‌شناسی را بی‌همتا می‌سازد» (۲۰۰۴) که مایر آن را در سن ۱۰۰ سالگی تألیف کرده‌است. این اثر به فارسی نیز ترجمه شده‌است.

## فهرست کتب به انگلیسی
- Mayr, Ernst (1942). Systematics and the Origin of Species, from the Viewpoint of a Zoologist. Cambridge: Harvard University Press. ISBN 0-674-86250-3.
- Mayr, Ernst (1963). Animal Species and Evolution. Cambridge: Belknap Press of Harvard University Press. ISBN 0-674-03750-2.
- Mayr, Ernst (1970). Populations, Species, and Evolution. Cambridge: Belknap Press of Harvard University Press. ISBN 0-674-69013-3.
- Mayr, Ernst (1976). Evolution and the Diversity of Life. Cambridge: Belknap Press of Harvard University Press. ISBN 0-674-27105-X.
- Mayr, Ernst (1982). The Growth of Biological Thought. Cambridge (Mass.): Belknap P. of Harvard U.P. ISBN 0-674-36446-5.
- Mayr, Ernst (1988). Toward a New Philosophy of Biology. Cambridge: Harvard University Press. ISBN 0-674-89666-1.
- Mayr, Ernst (1991). Principles of Systematic Zoology. New York: McGraw-Hill. ISBN 0-07-041144-1.
- Mayr, Ernst (1991). One Long Argument. Cambridge: Harvard University Press. ISBN 0-674-63906-5.
- Mayr, Ernst (1997). This Is Biology. Cambridge: Belknap Press of Harvard University Press. ISBN 0-674-88469-8.
- Mayr, Ernst (2001). The Birds of Northern Melanesia. Oxford Oxfordshire: Oxford University Press. ISBN 0-19-514170-9.
- Mayr, Ernst (2001). What Evolution Is. New York: Basic Books. ISBN 0-465-04426-3.
- Mayr, Ernst (2004). What Makes Biology Unique?. Cambridge: Cambridge University Press. ISBN 0-521-84114-3.

## کتب ترجمه شده به فارسی
- مبانی سیستماتیک جانوری. انتشارات دانشگاه فردوسی مشهد، چاپ اول، ۱۳۸۵. ترجمه امید میرشمسی کاخکی/ جمشید درویش.
- جمعیت‌ها، گونه‌ها و فرگشت. انتشارات واژگان خرد، ۱۳۸۴. ترجمه جمشید درویش.
- چه چیزی زیست‌شناسی را بی‌همتا می‌سازد؟ (ملاحظاتی دربارهٔ خودمختاری یک رشته علمی). جهاد دانشگاهی (دانشگاه مشهد)، ۱۳۸۸. ترجمه کاوه فیض‌اللهی.
- چیستی فرگشت. انتشارات فروغ آلمان و انتشارات خاوران فرانسه: چاپ اول بهار ۱۳۹۱. ترجمه «سلامت رنجبر».